# Мелхиор Фридрих фон Шьонборн-Буххайм
Мелхиор Фридрих фон Шьонборн-Буххайм (на немски: Melchior Friedrich Graf von Schönborn-Buchheim; * 16 март 1644, Грос-Щайнхайм при Ханау; † 19 май 1717, Франкфурт на Майн) от благородническата фамилия Шьонборн, е фрайхер и граф на Шьонборн-Буххайм, господар на Райхелсберг, Волфстал-Паршперг, императорски таен съветник и кемерер и държавен министър на Курфюрство Майнц. На 5 август 1701 г. той става имперски граф.

## Произход
Той е син на фрайхер Филип Ервайн фон Шьонборн (1607 – 1668) и съпругата му фрайин Мария Урсула фон Грайфенклау цу Фолрадс (1612 – 1682), дъщеря на фрайхер Хайнрих Грайфенклау фон Фолрадс (1577 – 1638) и Анна Мария цу Елтц (1575 – 1640). Майка му е племенница на Георг Фридрих фон Грайфенклау, архиепископ на Майнц, епископ на Вормс († 1629). Най-малкият му брат Лотар Франц фон Шьонборн (* 4 октомври 1655; † 16 ноември 1729) е княжески епископ на Бамберг (1693 – 1729), курфюрст и архиепископ на Майнц (1695 – 1729).

## Фамилия
Мелхиор Фридрих фон Шьонборн-Буххайм се жени на 30 април 1668 г. в „Св. Лауренц“ в Кьолн за фрайин Мария Анна София фон Бойнебург (* 16 октомври 1652, Дармщат; † 11 април 1726, Майнц), дъщеря на фрайхер Йохан Кристиан фон Бойнебург-Ленгсфелд († 1672) и Анна Кристина Шютц фон Холцхаузен. Те имат осемнадесет деца, от които четири умират малки:
- Мария Анна (* 25 септември 1669, Майнц; † 16 ноември 1704, Майнц), омъжена на 27 август 1685 г. за граф Йохан Филип I фон Щадион (* 6 октомври 1652, Маасмюнстер; † 2 януари 1742, Майнц)
- Мария София (* 11 септември 1670; † 16 септември 1742), омъжена на 28 декември 1687 г. в Майнц за граф Карл Каспар Франц фон дер Лайен цу Хоенгеролдсек (* 19 юли 1655, Адендорф; † 30 ноември 1739, Кобленц)
- Анна Каролина (* 3 октомври 1671; † 7 февруари 1716), омъжена за фрайхер Йохан фон Ощайн (* 4 ноември 1652; † 24 юни 1718)
- Йохан Филип Франц фон Шьонборн, епископ на Вюрцбург (* 15 февруари 1673; † 18 август 1724)
- Фридрих Карл фон Шьонборн, епископ на Бамберг и Вюрцбург (* 3 март 1674; † 25 юли 1746)
- Йохан Кристиан
- Дамиан Хуго Филип фон Шьонборн, кардинал, епископ на Шпайер и Констанц (* 19 юни 1676; † 20 август 1743)
- Рудолф Франц Ервайн фон Шьонборн (* 23 октомври 1677; † 22 септември 1754), дипломат и композитор, женен 1701 г. за графиня Мария Елеонора фон Хатцфелд и Глайхен (* 6 септември 1679; † 28 април 1718)
- Анселм Франц фон Шьонборн (* 5 януари 1681, Майнц; † 10 август 1726, Майнц), женен 1717 г. за графиня Мария Терезия фон Монфор-Тетнанг (* 1 февруари 1698; † 2 април 1751, Виена)
- Франц Лотар
- Франц Георг фон Шьонборн, архиепископ на Трир (* 15 юни 1682; † 18 януари 1756)
- Марквард Вилхелм (* 6 декември 1683; † 6 март 1770), домпропст на Айхщет и Бамберг
- Анна Филипина (* 7 март 1685; † 14 септември 1721), омъжена за граф Максимилиан фон Зайнсхайм (* 11 ноември 1681, Зюнхинг; † 14 май 1737, Мюнхен)
- Амалия Анна Елизабет (* 7 април 1686; † 12 септември 1737), омъжена на 3 август 1706 г. за граф Ото Ернст Леополд фон Лимбург-Щирум (* 10 януари 1688; † 4 март 1754)
- Йохана Елеонора Мария (* 2 юли 1688, Майнц; † 12 февруари 1763, замък Балдерн), омъжена на 10 февруари 1709 г. в Ашафенбург за граф Крафт Антон Вилхелм фон Йотинген-Балдерн-Катценщайн (* 8 октомври 1684; † 25 април 1751)
- Катарина Елизабет (* 17 март 1692; † 26 февруари 1777), омъжена на 26 юли 1719 г. за граф Франтишек Вацлав фон Ноститц-Ринек (* 1697; † 23 септември 1765, Прага)
- Хайнрих
- Теодор Франц